# 오실니차

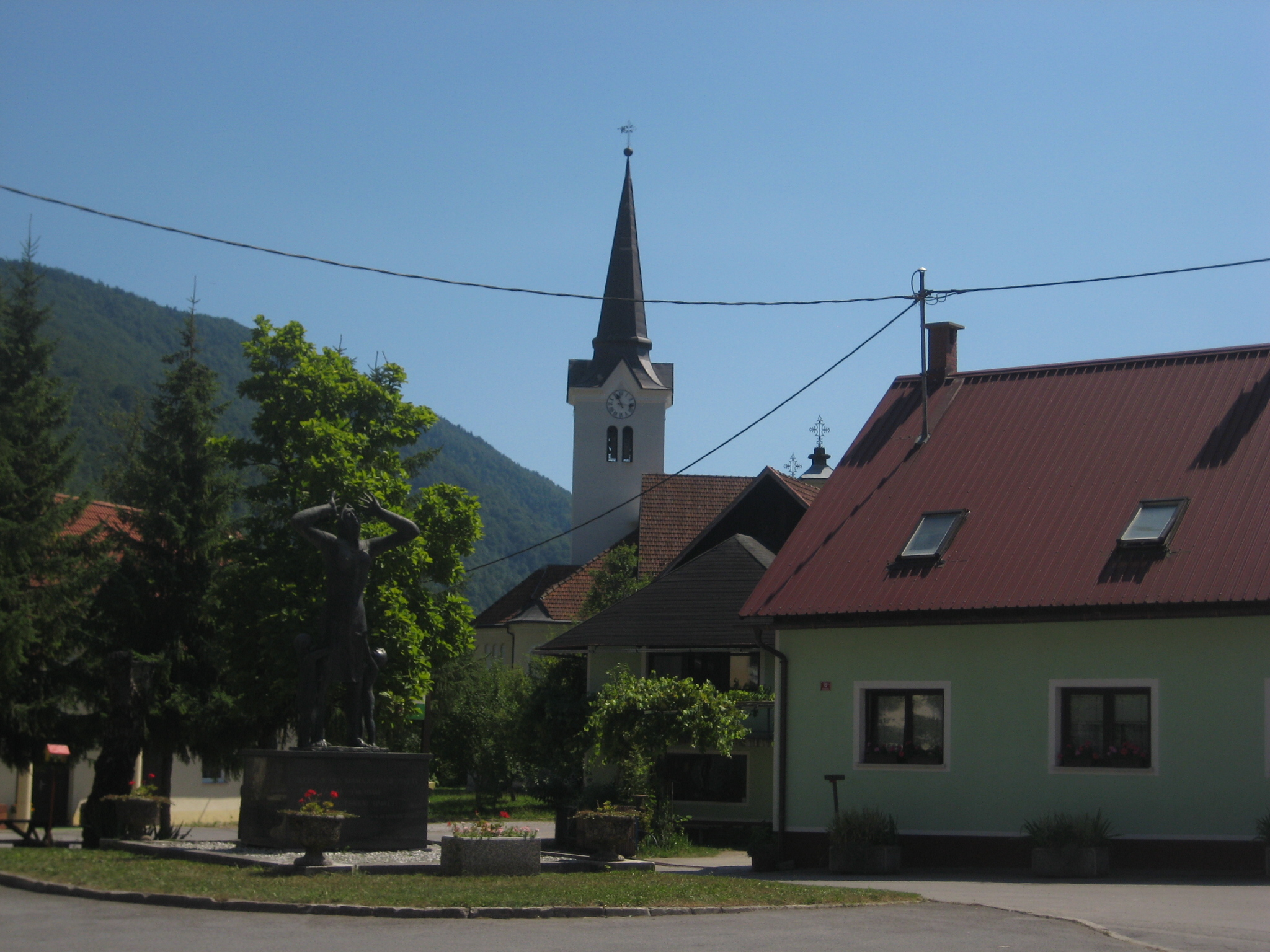
오실니차

오실니차의 위치

오실니차(슬로베니아어: Osilnica)는 슬로베니아의 도시로 면적은 36.2km2, 높이는 261m, 인구는 332명(2002년 기준), 인구 밀도는 9.2명/km2이다.